# Psohlav obecný
Psohlav obecný (Galeorhinus galeus) je druh žraloka. Bývá nazýván také žralok hejnový a patří do monotypického rodu Galeorhinus.

## Popis
Výrazným znakem je protáhlý rypec. Jako všichni žralouni má dvě hřbetní ploutve a pět žaberních štěrbin. Dlouhé štíhlé tělo má bronzově šedé zbarvení, které na břiše přechází do bílého. Samci dosahují délky 135–175 cm a samice 150–195 cm. Je vejcoživorodý, počet mláďat v jednom vrhu se pohybuje od šesti do padesáti dvou. Psohlav se může dožít až padesáti let.

## Způsob života
Psohlavové jsou masožraví, jejich kořist tvoří menší ryby (sardinka, platýs, žabohlavec), hlavonožci, korýši a ostnokožci. Člověku nejsou nebezpeční. Obývají moře subtropického a mírného pásma celého světa, vyskytují se na kontinentálním šelfu v hloubce do 800 m. Často se sdružují do hejn a migrují na vzdálenost až 2 500 km. Hlavními predátory tohoto druhu jsou lachtan kalifornský a žralok bílý.

## Ohrožení
Psohlav obecný je významnou komerční rybou: konzumuje se jeho maso, ploutve a játra, jež byla až do zavedení syntetické výroby hlavním zdrojem vitamínu A. Patří mezi kriticky ohrožené taxony (2024).